# Stive Vermaut
Stive Vermaut (Oostende, 22 d'octubre de 1975 - Roeselare, 30 de juny de 2004) fou un ciclista belga, que va ser professional del 1998 fins al 2002. Amb freqüents problemes cardíacs, va haver de deixar la seva carrera professional per aquest motiu.

## Palmarès
- 1996
- 1r a la De Drie Zustersteden
  - Vencedor d'una etapa a la Volta a la província de Namur
- 1997
  - Vencedor d'una etapa a la Volta a Lleida
  - Vencedor d'una etapa a la Volta a la província de Namur
- 1999
  - Vencedor d'una etapa al Circuit des Mines

### Resultats al Tour de França
- 2001. 36è de la classificació general